# Kudafinolhu (Kaafu-atol)
Kudafinolhu is een van de onbewoonde eilanden van het Kaafu-atol behorende tot de Maldiven.